# 시마즈촌 (교토부)
시마즈촌(일본어: 島津村)은 일본 교토부 다케노군에 있던 촌이다. 현재의 교탄고시에 해당한다.

## 역사
- 1889년 4월 1일 - 정촌제 시행에 의해 5촌의 구역을 가지고 성립하였다.
- 1927년 3월 7일 - 기타단고 지진 발생. 가옥 붕괴 약 300채, 지진 후 발생한 화재로 20채 소실. 마을 내 사망자 약 120명, 중상자 약 600명.
- 1950년 4월 1일 - 구 아미노정, 하마즈메촌, 기쓰촌, 고촌과 합병해, 새로운 아미노정이 성립, 동일 시마즈촌은 폐지되었다.

## 참고문헌
- 「角川日本地名大辞典」編纂委員会『角川日本地名大辞典 26 京都府』角川書店、1982年